# سان جافينو مونريلا
سان جافينو مونريلا، (بالإنجليزية: San Gavino Monreale)‏، (سردينيا: Santu 'Engiu)، هي بلدية في مقاطعة جنوب سردينيا، في منطقة سردينيا الإيطالية، وتقع على بعد حوالي 45 كم (28 ميل) شمال غرب كالياري، وتقريبا في منتصف الطريق بين الأخير وبلدة أوريستانو.

## السكان
في سنة 1861 بلغ عدد السكان 2٬654 نسمة، وتطور العدد ليصل في سنة 2011 لـ 8٬894 نسمة.
يظهر هذا المخطط البياني تطور النمو السكاني لـ سان جافينو مونريلا

## أعلام
- فابيو آرو
- أليساندرو ديولا